# Червоноярська сільська рада (Кілійський район)
Червоноя́рська сільська́ ра́да — колишня адміністративно-територіальна одиниця та орган місцевого самоврядування в Кілійському районі Одеської області. Адміністративний центр — село Червоний Яр.

## Загальні відомості
Червоноярська сільська рада утворена в 1947 році.
- Територія ради: 24,74 км²
- Населення ради: 805 осіб (станом на 2001 рік)
- Водоймища на території, підпорядкованій даній раді: озеро Китай

## Населені пункти
Сільській раді підпорядковані населені пункти:
- с. Червоний Яр

## Населення
Згідно з переписом 1989 року населення сільської ради становило 862 особи, з яких 403 чоловіки та 459 жінок.
За переписом населення 2001 року в сільській раді мешкало 785 осіб.

### Мова
Розподіл населення за рідною мовою за даними перепису 2001 року:
| Мова       | Відсоток |
| ---------- | -------- |
| румунська  | 86,58 %  |
| українська | 7,95 %   |
| російська  | 4,72 %   |
| болгарська | 0,5 %    |
| гагаузька  | 0,12 %   |

## Склад ради
Рада складається з 12 депутатів та голови.
- Голова ради: Бурлак Валерій Васильович
- Секретар ради: Каракатиця Клариса Омелянівна

### Керівний склад попередніх скликань
| Прізвище, ім'я, по батькові | Основні відомості                                                         | Дата обрання | Дата звільнення |
| --------------------------- | ------------------------------------------------------------------------- | ------------ | --------------- |
| Рижало Степан Якимович      | Сільський голова, 1950 року народження, освіта вища, член Народної партії | 26.03.2006   | 31.10.2010      |
| Рижало Степан Якимович      | Сільський голова, 1950 року народження, освіта вища, член Партії регіонів | 31.10.2010   | 22.05.2013      |
| Бурлак Валерій Васильович   | Сільський голова, 1958 року народження, освіта вища, безпартійний         | 25.05.2014   |                 |

Примітка: таблиця складена за даними сайту Верховної Ради України

### Депутати
За результатами місцевих виборів 2010 року депутатами ради стали:

#### За суб'єктами висування
| Суб'єкт висування            | Кількість обраних депутатів | %   |
| ---------------------------- | --------------------------- | --- |
| Партія регіонів              | 9                           | 75  |
| Комуністична партія України  | 1                           | 8,3 |
| Самовисування                | 1                           | 8,3 |
| Соціалістична партія України | 1                           | 8,3 |

#### За округами
| № округу                     | Прізвище, ім'я, по батькові     | Дата визнання обраним | Освіта  | Партійна приналежність             | Відомості про обраного депутата                                                                       |
| ---------------------------- | ------------------------------- | --------------------- | ------- | ---------------------------------- | --- |
| Комуністична партія України  |                                 |                       |         |                                    | |
| 7                            | Солойденко Костянтин Андрійович | 01.11.2010            | вища    | член Комуністичної партії України  | пенсіонер                                                                                             |
| Партія регіонів              |                                 |                       |         |                                    | |
| 2                            | Кракатиця Клариса Омелянівна    | 01.11.2010            | середня | член Партії регіонів               | Червоноярська сільська рада, секретар                                                                 |
| 3                            | Рижало Михайло Степанович       | 01.11.2010            | середня | член Партії регіонів               | Кілійське управління водного господарства, робітник                                                   |
| 4                            | Чубук Ігор Олексійович          | 01.11.2010            | середня | член Партії регіонів               | Кілійське управління водного господарства, машиніст                                                   |
| 5                            | Рижало Світлана Іванівна        | 01.11.2010            | середня | член Партії регіонів               | Червоноярська ветеринарна дільниця, ветеринарний фельдшер                                             |
| 6                            | Петренко Олексій Васильович     | 01.11.2010            | середня | член Партії регіонів               | тимчасово не працює                                                                                   |
| 8                            | Паладуца Валентина Іллівна      | 01.11.2010            | вища    | член Партії регіонів               | Червоноярський навчально-виховний комплекс «Загальноосвітня школа І-ІІ ст. — дитячий садок», директор |
| 10                           | Солойденко Михайло Степанович   | 01.11.2010            | середня | член Партії регіонів               | ТОВ «Блакитна Нива-2005», рибалка                                                                     |
| 11                           | Акчибаш Андрій Олексійович      | 01.11.2010            | середня | член Партії регіонів               | Кілійське управління водного господарства, інженер                                                    |
| 12                           | Бондаренко Олег Іванович        | 01.11.2010            | середня | член Партії регіонів               | Червоноярський навчально-виховний комплекс «Загальноосвітня школа І-ІІ ст. — дитячий садок», завгосп  |
| Соціалістична партія України |                                 |                       |         |                                    | |
| 9                            | Паладуца Раїса Костянтинівна    | 01.11.2010            | середня | член Соціалістичної партії України | пенсіонер                                                                                             |
| Самовисування                |                                 |                       |         |                                    | |
| 1                            | Жаман Валерій Федорович         | 01.11.2010            | вища    | позапартійний                      | Червоноярська дільниця КУВГ, провідний інженер                                                        |